# الجلحية
الجلحية قرية سعودية تقع في مدينة بلجرشي جنوب المملكة العربية السعودية و هي مقر مشيخة قبيلة بلجرشي و شيخها الحالي هو الشيخ أحمد بن سعيد آل مصبح

## أنظر أيضاَ
مدينة بلجرشي
قبيلة بلجرشي